# Francesco Morosini (1888)
«Франческо Морозіні» (італ. Francesco Morosini) - броненосець типу «Руджеро ді Лаурія» Королівських військово-морських сил Італії кінця 19 сторіччя. 

## Історія створення
Броненосець «Франческо Морозіні» був закладений 4 грудня 1881 року на верфі Арсеналу Венеції. Спущений на воду 30 липня 1885 року, вступив у стрій 21 серпня 1889 року.
Свою назву отримав на честь венеціанського дожа Франческо Морозіні.

## Історія служби
У 1894 році «Франческо Морозіні» брав участь у щорічних маневрах флоту. Він разом з бронепалубним крейсером «Етторе Ф'єрамоска», торпедним крейсером «Тріполі» та 4 міноносцями входив до складу 2-ї Дивізії Активної ескадри.
У 1895 році «Франческо Морозіні» залишився у складі 2-ї Дивізії, куди також входили бронепалубний крейсер «Етрурія» та торпедні крейсери «Еурідіче» і «Калатафімі». Дивізія базувалась в Ла-Спеції. 
У 1896 році Дивізія здійснила похід до берегів Криту. «Франческо Морозіні» був флагманським кораблем дивізії. Наступного року під час маневрів до складу дивізії були включений однотипний броненосець «Андреа Доріа» та бронепалубний крейсер «Джованні Бозан». 1-ша та 2-га Дивізії Активної ескадри відпрацьовували відбиття атаки ворожого флоту, роль якого виконували кораблі Резервної ескадри.
У лютому 1897 року Великі держави сформували Міжнародну ескадру у складі кораблів італійського, австро-угорського, французького, британського, німецького та російського флотів, які втрутились у повстання греків Криту проти панування Османської імперії. У складі цієї ескадри перебував також «Франческо Морозіні».
У 1898 році «Франческо Морозіні» був переведений до складу Резервної ескадри, але вже у 1899 році був повернути до Активної ескадри.
У 1900 році на кораблі були додані по 29 малокаліберних гармат (2 x 75-мм гармати, 10 x 57-мм гармат та 17 x 37-мм гармат). 
У 1905 році «Франческо Морозіні» разом з однотипними броненосцями був переведений до складу Резервної ескадри, де кораблі більшу частину року перебували у порту, без виходів у море, і зі скороченим екіпажем. 
У 1908 році було вирішено списати «Франческо Морозіні» та «Руджеро ді Лаурія». У серпні 1909 року кораблі були виключені зі складу флоту.
«Франческо Морозіні» було вирішено використати як мішень для випробувань нових видів торпед. 15 вересня корабель був потоплений поблизу Ла-Спеції. Уламки судна була здані на злам.